# Карнково (Куявсько-Поморське воєводство)
Карнково (пол. Karnkowo, нім. Karndorf) — село в Польщі, у гміні Ліпно Ліпновського повіту Куявсько-Поморського воєводства.
Населення — 744 особи (2011).
У 1975-1998 роках село належало до Влоцлавського воєводства.

## Демографія
Демографічна структура станом на 31 березня 2011 року:
|          | Загалом | Допрацездатний вік | Працездатний вік | Постпрацездатний вік |
| -------- | ------- | ------------------ | ---------------- | -------------------- |
| Чоловіки | 378     | 77                 | 271              | 30                   |
| Жінки    | 366     | 72                 | 219              | 75                   |
| Разом    | 744     | 149                | 490              | 105                  |